# Eredeti történetek a való életből
Az Eredeti történetek a való életből: Beszélgetések, melyek kordában tartják az érzelmeket valamint az igazság és a jóság elvei szerint formálják az elmét, Mary Wollstonecraft 18. századi brit feminista író egyetlen befejezett gyermekirodalmi műve. A történet egy keret történettel kezdődik, amely felvázolja két fiatal lány tanulmányait az anyáskodó tanító, Mrs. Mason, szárnyai alatt, melyet egy sor didaktikus, nevelési célú mese követ. A könyvet legelőször 1788 -ban adta ki Joseph Johnson, majd a második illusztrált kiadás William Blake rézkarcai kíséretében jelent meg 1791- ben, és ez utóbbit az elkövetkező körülbelül negyed évszázadban többször újranyomtattákk. Wollstonecraft arra használta bimbózó gyermekirodalom műfaját, hogy népszerűsítse a nők oktatását és a feltörekvő középosztály ideológiáját. Vitatja, hogy a nők is értelmesfelnőttekké válhatnak ha gyermekként rendes oktatásban részesülnek (mely nem volt egy széles körben elfogadott gyakorlat a 18. században) és azt állítja, hogy a fejlődő középosztály erkölcsi világképe felülmúlja az uralkodói kultúrát , amelyet a klasszikus tündérmesék képviselnek valamint  szegényebb rétegeknek írt ponyvairodalomban hangsúlyos szerencse és véletlen jelentőségét.